# فرودگاه شهرستان جکسن (کارولینای شمالی)
فرودگاه شهرستان جکسن (کارولینای شمالی) (به انگلیسی: Jackson County Airport (North Carolina)) یک فرودگاه همگانی است که یک باند فرود آسفالت دارد و طول باند آن ۹۱۵ متر است. این فرودگاه در کشور ایالات متحده آمریکا قرار دارد و در ارتفاع ۸۷۰٫۸ متری از سطح دریا واقع شده‌است.